# Martonvásári járás
A Martonvásári járás Fejér vármegyéhez tartozó járás Magyarországon, amely 2013-ban jött létre. Székhelye Martonvásár. Területe 277,13 km², népessége 26 840 fő, népsűrűsége 97 fő/km² volt a 2012. évi adatok szerint. Két város (Martonvásár és Ercsi) és 6 község tartozik hozzá.
A Martonvásári járás a 2013-ban újonnan létrehozott járások közé tartozik, a járások 1983-as megszüntetése előtt nem létezett. Martonvásár egészen 2012-ig soha nem töltött be járási vagy kistérségi központi szerepet, az Ercsi kistérség székhelyét azonban 2012. január 1-jével ide helyezték.

## Települései
| Település    | Rang (2013. július 15.) | Kistérség (2013. január 1.) | Népesség (2012. január 1.) | Terület (km²) |
| ------------ | ----------------------- | --------------------------- | -------------------------- | ------------- |
| Martonvásár  | járásszékhely város     | Martonvásári                | 5 811                      | 31,25         |
| Ercsi        | város                   | Martonvásári                | 7 999                      | 65,31         |
| Baracska     | község                  | Martonvásári                | 2 766                      | 39,68         |
| Gyúró        | község                  | Martonvásári                | 1 254                      | 24,37         |
| Kajászó      | község                  | Martonvásári                | 1 055                      | 23,98         |
| Ráckeresztúr | község                  | Martonvásári                | 3 311                      | 35,3          |
| Tordas       | község                  | Martonvásári                | 2 123                      | 16,76         |
| Vál          | község                  | Bicskei                     | 2 521                      | 40,48         |